# Spilogona megastoma
Spilogona megastoma is een vliegensoort uit de familie van de echte vliegen (Muscidae). De wetenschappelijke naam van de soort is voor het eerst geldig gepubliceerd in 1865 door Carl Henrik Boheman.